# Pauliasi Tabulutu
Pauliasi Tabulutu (* 15. Juli 1967) ist ein ehemaliger fidschianischer Rugbyspieler. Er nahm 1987 und 1991 mit der fidschianischen Rugby-Union-Nationalmannschaft an der Rugby-Union-Weltmeisterschaft teil.